# Skole
Skole (en ukrainien et en russe : Сколе ; en polonais : Skole) est une ville de l'oblast de Lviv, en Ukraine, et le centre administratif du raïon de Sokal. Sa population s'élevait à 6 054 habitants en 2022.

## Géographie
Skole est située au pied des Carpates orientales extérieures, sur la rivière Opir, à 95 km — 106 km par la route — au sud-ouest de Lviv avec le parc national Skolivski Beskydy.

## Histoire
Skole est mentionné pour la première fois dans un document historique de l'année 1397. Elle bénéficiait de sa situation favorable sur une importante route commerciale entre Kiev et la Russie d'une part et la Hongrie de l'autre. Skole fut d'abord dominée par la noblesse polonaise à partir de la fin du XIVe siècle, mais les artisans allemands prirent par la suite une part très active à sa prospérité économique. À la fin du XIXe siècle, la ville fut reliée au réseau des chemins de fer. En 1880, elle comptait 2 047 habitants et malgré un incendie qui détruisit un tiers des maisons en 1888, sa population atteignit 8 700 habitants à la veille de la Première Guerre mondiale, dont 37,8 pour cent de Juifs, 31 pour cent de Polonais, 28,7 pour cent de Ruthènes et 4,6 pour cent d'Allemands. Skole devint polonaise après la fin de l'empire d'Autriche-Hongrie, en 1918. Après la Seconde Guerre mondiale, elle fut annexée par l'Union soviétique et rattachée à la république socialiste soviétique d'Ukraine. Depuis 1991, elle fait partie de l'Ukraine indépendante et tente de profiter de son cadre naturel pour développer le tourisme.

## Population
Recensements (*) ou estimations de la population :
| 1692 | 1880  | 1913  | 1929  | 1934  |
| ---- | ----- | ----- | ----- | ----- |
| 500  | 2 047 | 8 700 | 5 989 | 6 800 |

| 1939  | 1959* | 1970* | 1979* | 1989* |
| ----- | ----- | ----- | ----- | ----- |
| 7 600 | 4 925 | 5 570 | 6 247 | 6 970 |

| 2001* | 2010  | 2011  | 2012  | 2013  |
| ----- | ----- | ----- | ----- | ----- |
| 6 742 | 6 244 | 6 269 | 6 306 | 6 312 |

## La galerie

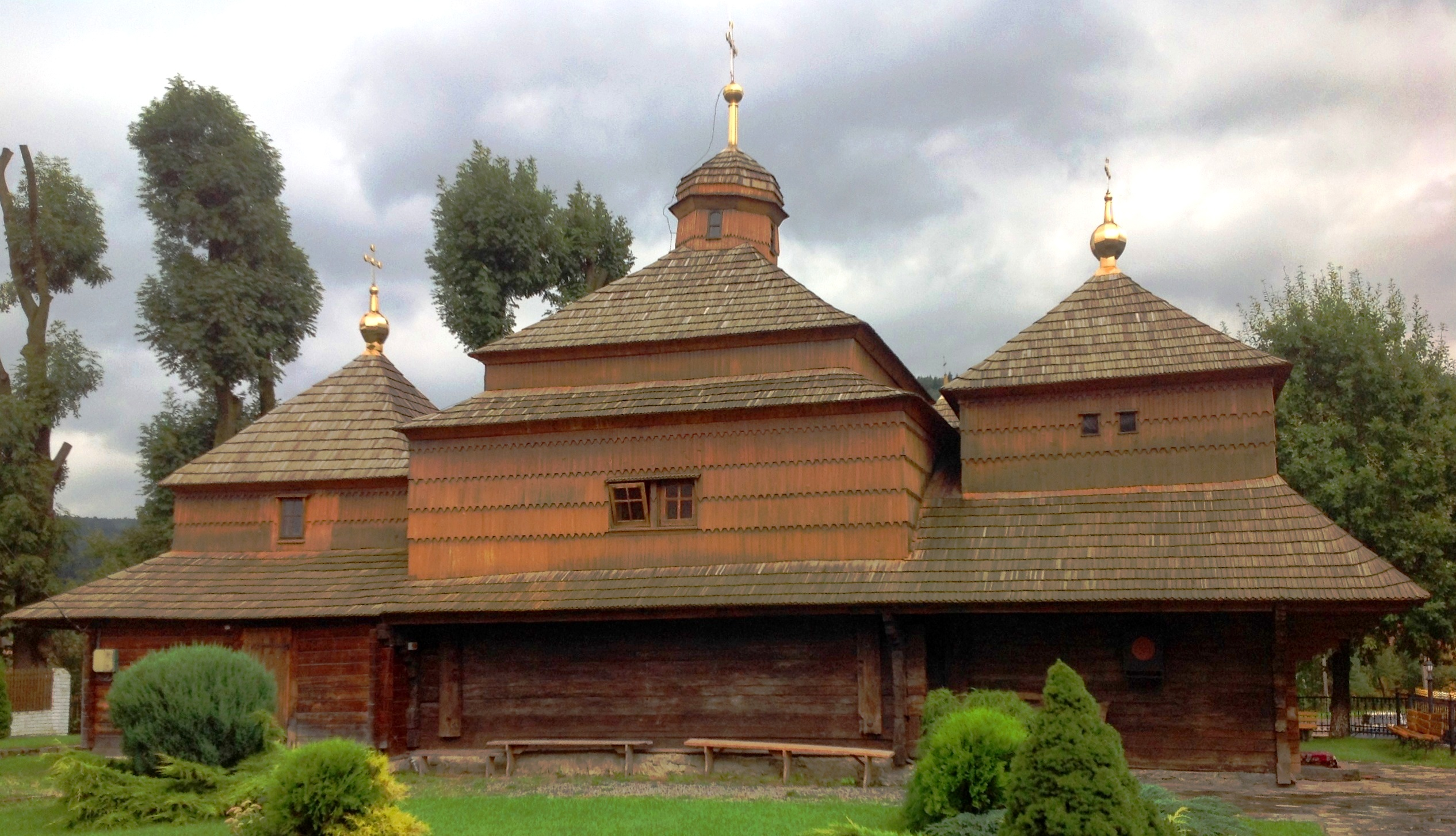
Église de St.Paraskeva (bois) XVIIe siècle.
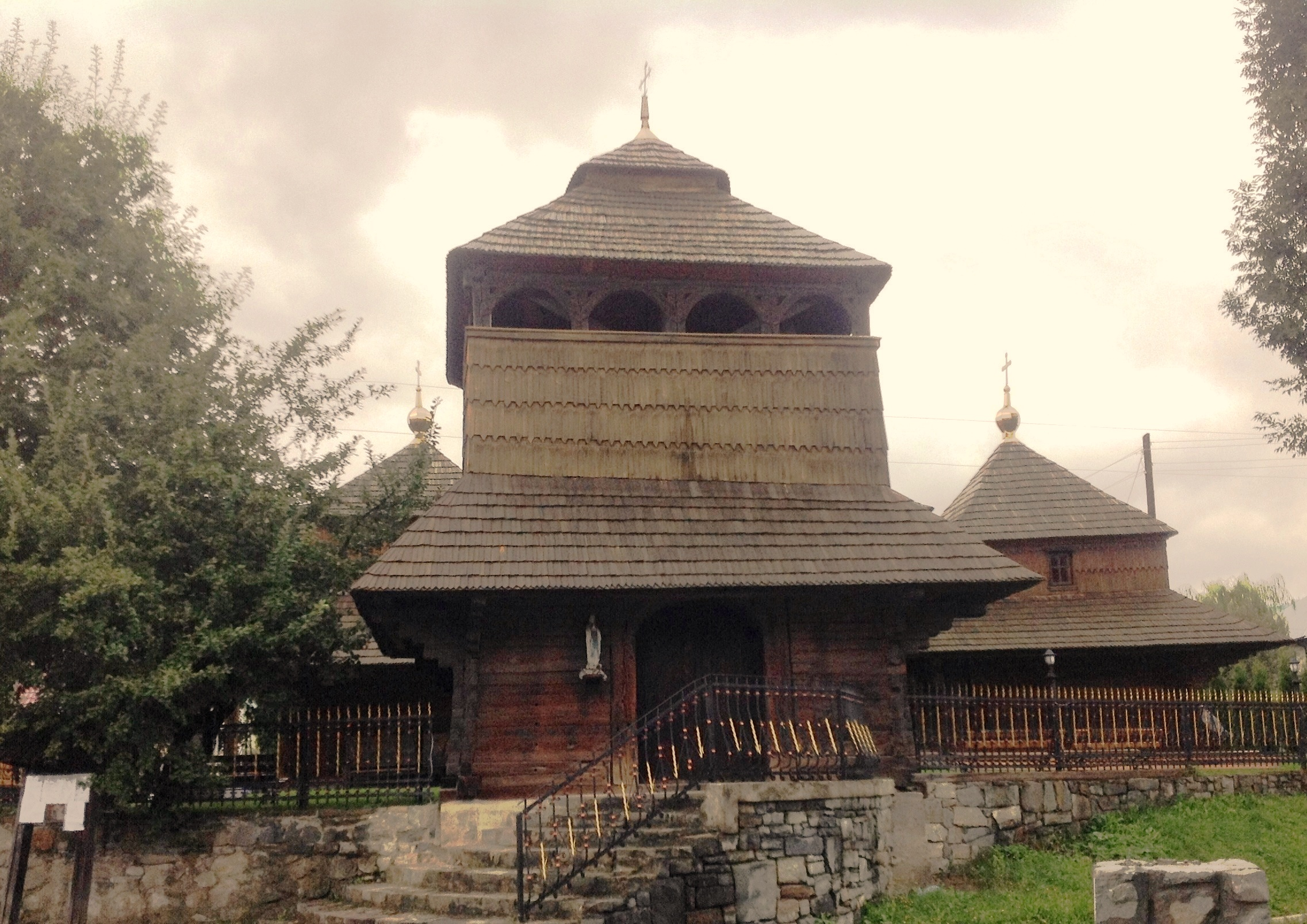
Le clocher de l'église St.Paraskeva (bois) 1760
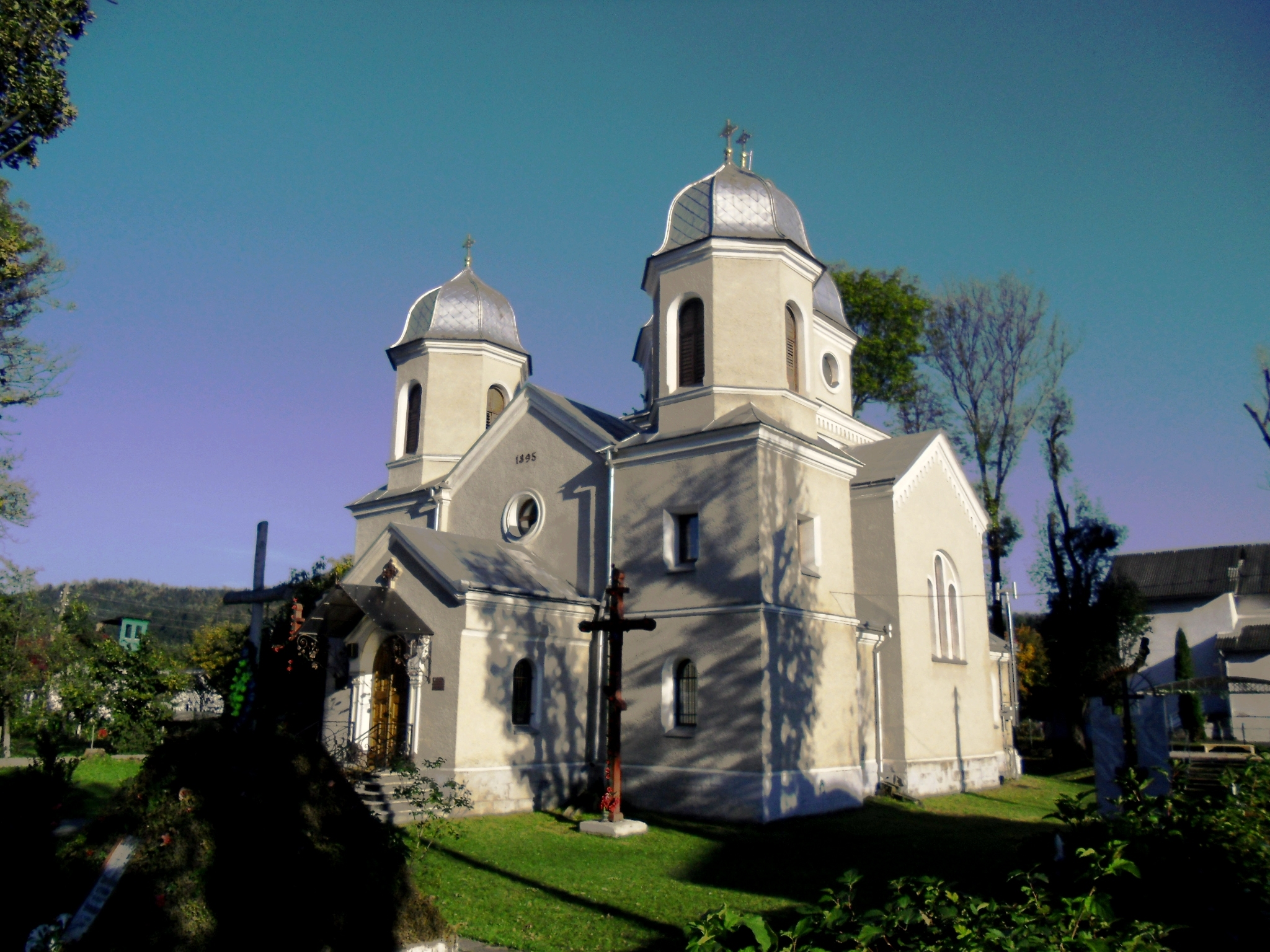
Église grecque-catholique de la Nativité Vierge Marie dans Skole